# Kristen konst

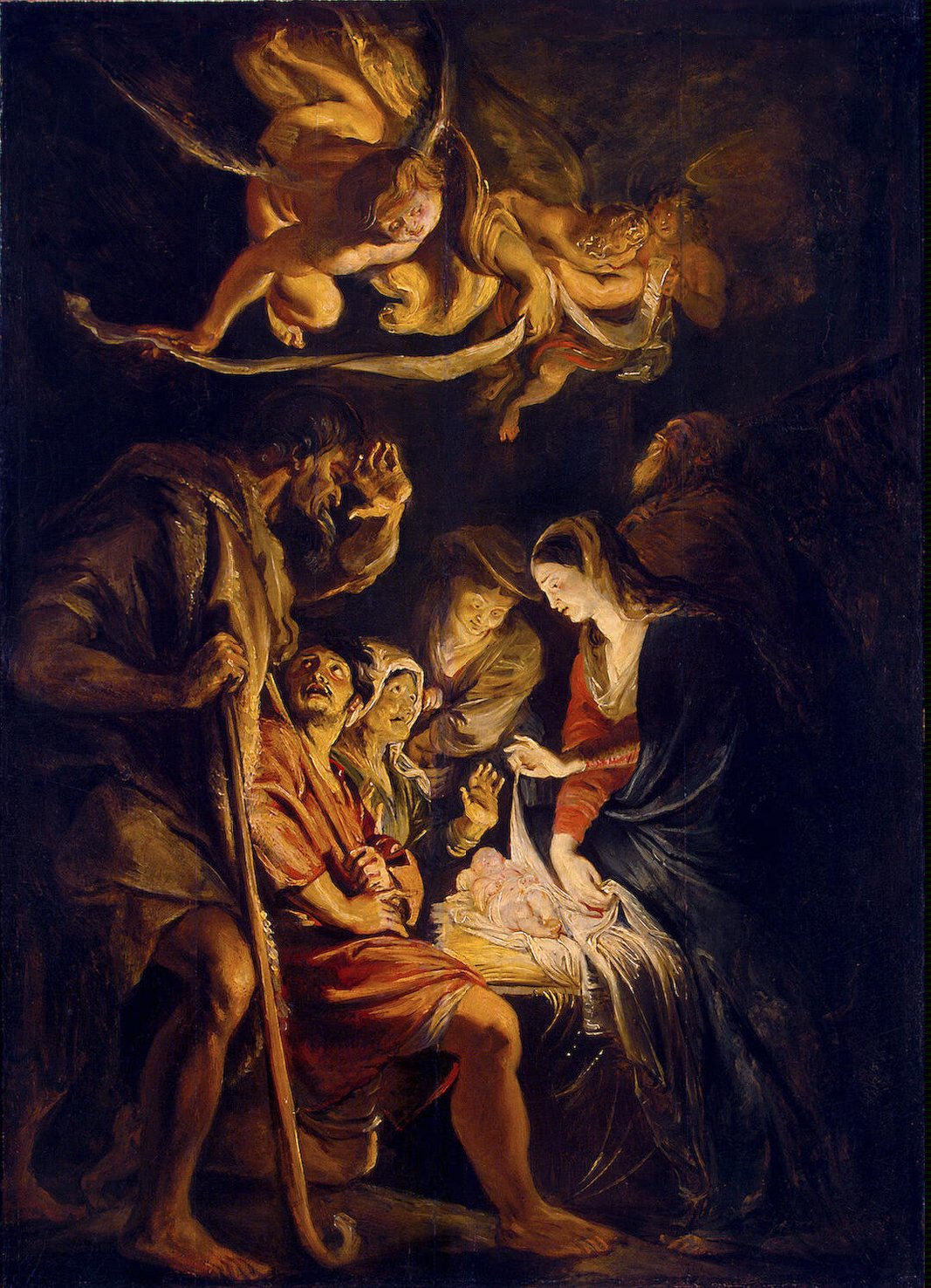
Jesu födelse, av Pieter Paul Rubens.

Kristen konst är konst som gjorts för att illustrera, komplettera och belysa principerna för kristendomen.
En övervägande stor del av bilder i konstens historia är religiösa bilder. De vanligaste ämnena är bilder på Jesus Kristus och ur hans liv, även händelser ur Gamla testamentet är vanliga. Bilder av Jungfru Maria och helgon är mer vanliga inom romersk katolicism och östortodox kristendom än inom protestantismen. De flesta kristna grupper använder eller har använt konsten i någon utsträckning. Det har dock stundtals uppkommit starka invändningar mot vissa former av religiösa bilder och förekommit flera perioder då kristen konst medvetet har förstörts, så kallad ikonoklasm.

## Historia

### Början
Se även Kristendomen i Romarriket och Romersk konst
Det finns exempel på tidig kristen konst som dateras nästan ända tillbaka till kristendomens vagga. De äldsta funna kristna målningarna är från utgrävningar i Megiddo och dateras till omkring år 70 e.Kr., och de äldsta kristna skulpturerna är från sarkofager och dateras till början av 100-talet. En stor del av de tidiga kristna målningarna kommer från gravar i Roms katakomber. De visar hur skildringen av Jesus utvecklades inom den tidiga kristna konsten. I början avbildades han som en skägglös romersk yngling, medan vid 500-talet hade han blivit mera allvarlig med skägg. Hit till norden kom han som en muskulös krigare för att därefter bli mera lidande och anorektisk.
Vanliga kristna symboler man kan hitta under denna tid är bland annat:
- Den gode herden - Jesus med ett lamm på sina axlar som representerar själen han har räddat.
- Orantmotiv - En bedjande person med armarna isär som representerar själen som befinner sig i gudomlig frid.
- Kristusmonogram som är en kombination av de grekiska bokstäverna X och P, vilket är de två första bokstäverna i det grekiska ordet Christòs (Kristus). Denna symbol på en gravsten betydde att en kristen begravts där.
- ICHTHYS-motiv, grekiska för fisk men även akronym för IESOUS CHRISTOS THEOU YIOS SOTER  (Jesus Kristus, Guds Son, Frälsare).

Det är värt att notera att kors inte förekom som symbol under de första århundradena. I början hämtade den kristna konsten mycket både av sin stil och sina symboler från den romerska konsten. Motivet med Jesus bärande ett lamm är till exempel lånat från den i grekisk-romerska konsten förekommande "lammbärande Hermes" eller "lammbärande faunen". Orantmotivet är lånat från gudinnan Pietas som ofta avbildas bedjande med lyfta händer. Dessa likheter har orsakat debatter om vilka bilder som är kristna och vilka som visar romersk mytologi.
Under 300-talet förändrades situation helt för de kristna. Religionsfrihet infördes i det Romerska riket och år 391 antog sedan kejsare Theodosius den store kristendomen som statsreligion för det Romerska riket. De kristna kunde nu agera helt öppet. Kristna byggnader och basilikor byggdes och det uppstod ett behov av en kristen version av den romerska officiella konsten. Ett av de mer framträdande bevarade exemplen på detta är mosaiken i de romerska kyrkorna. Den kristna konsten började skifta i stil från den klassiska traditionen ärvt från antik grekisk konst till en mindre realistisk och mer andlig stil, detta var början på den medeltida konsten.

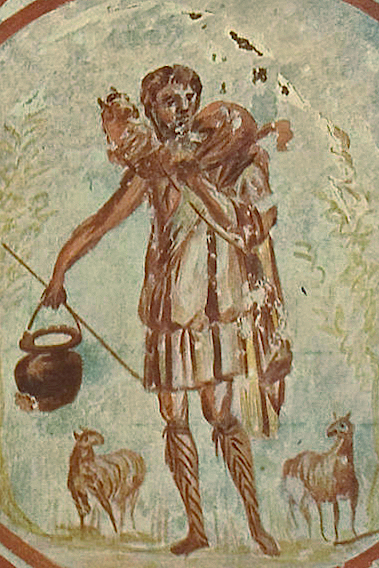
Jesus - den goda herden.[4] Romersk väggmålning från mitten av 200-talet e.Kr. med Jesus som skägglös yngling.
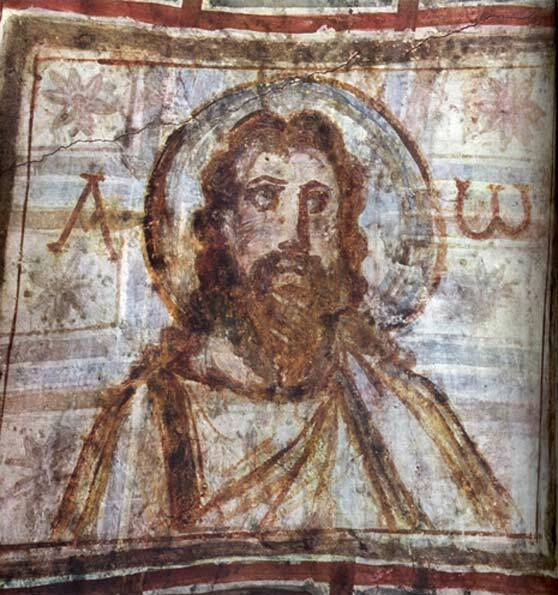
Romersk väggmålning sent 300-tal, en av de tidigaste bilderna med Jesus med skägg.
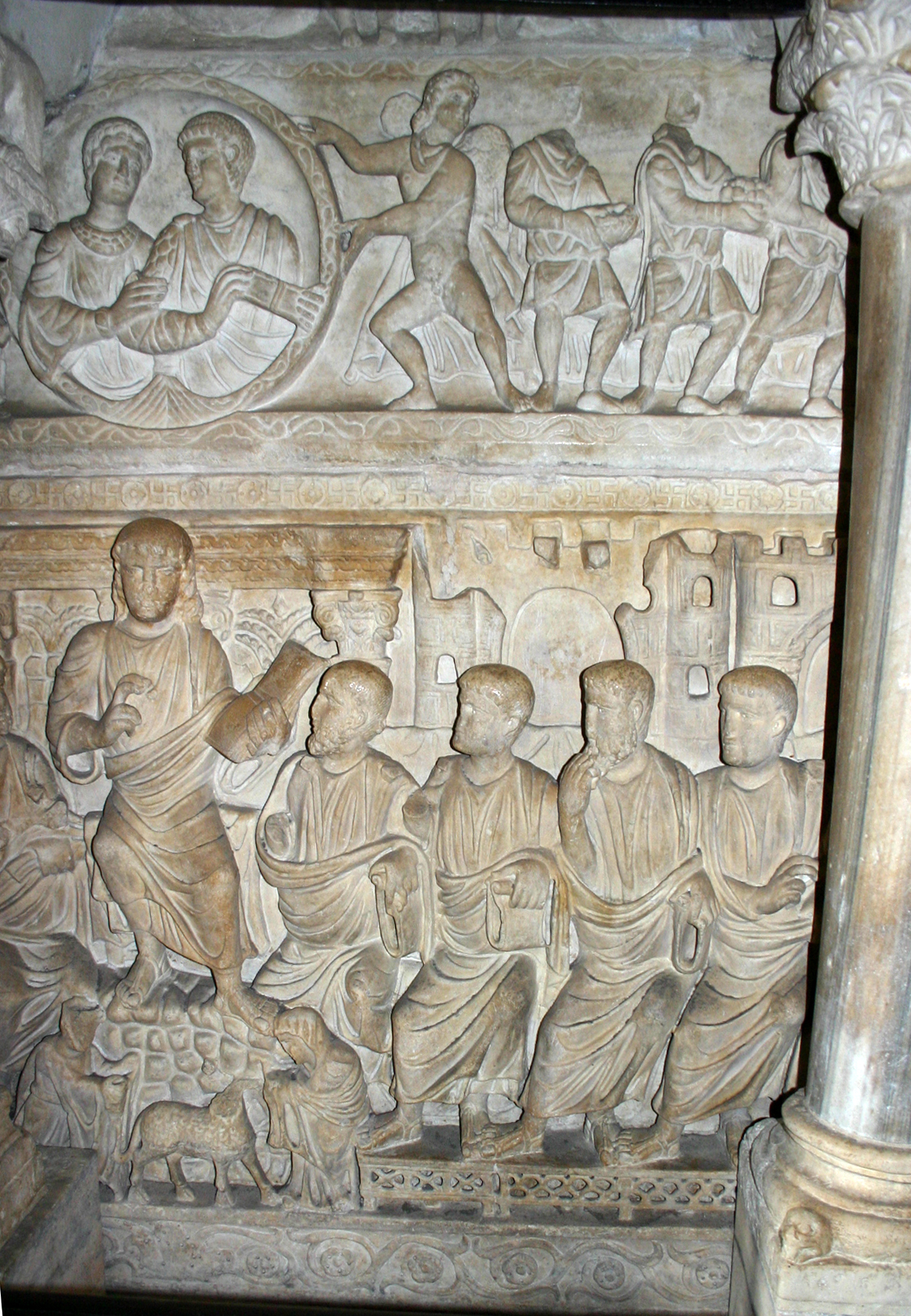
Jesus och apostlarna, relief från en romersk sarkofag 300-talet.
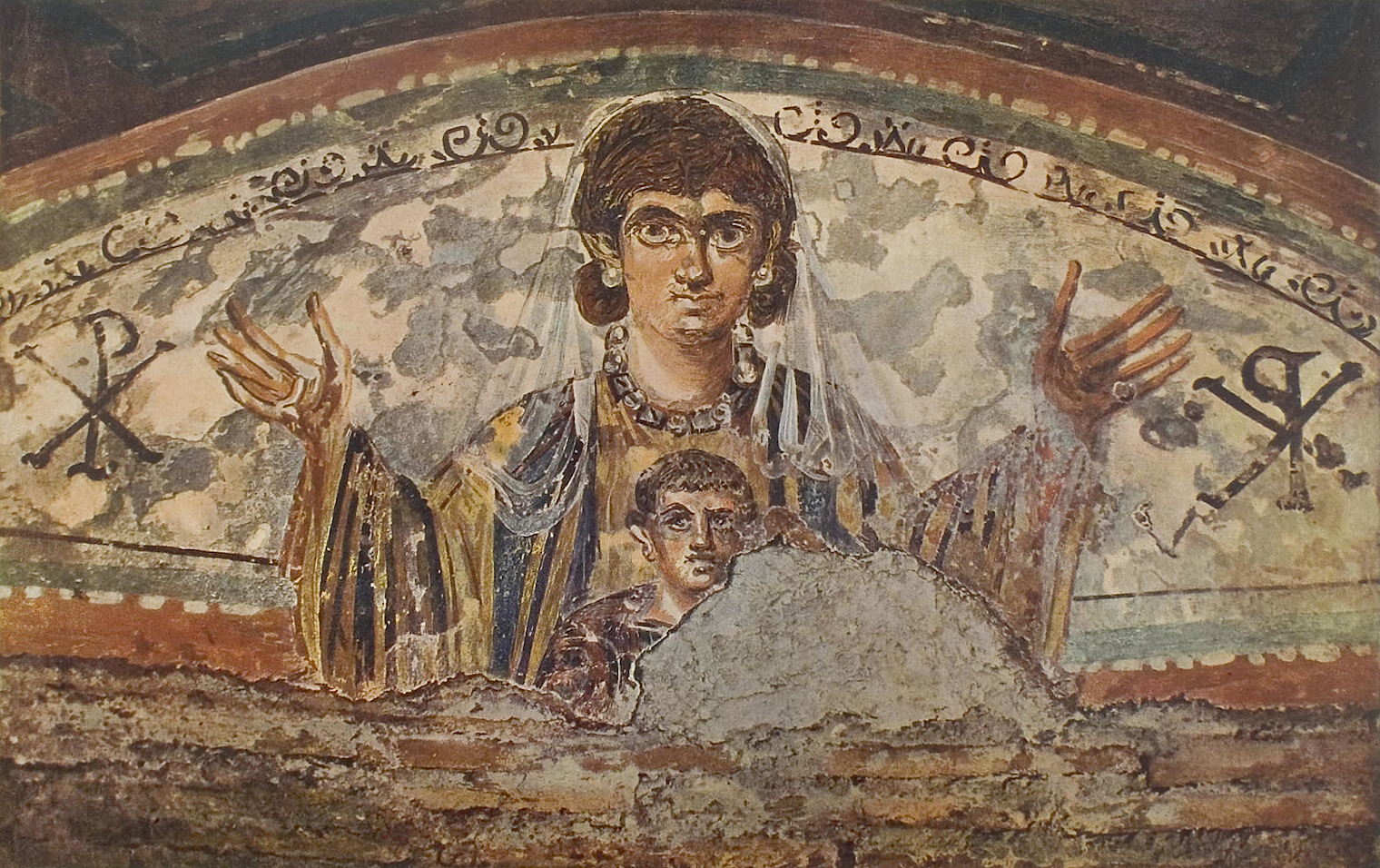
Jungfru och barn. Romersk väggmålning från 300-talet.

### Medeltiden
Se även Bysantinsk konst

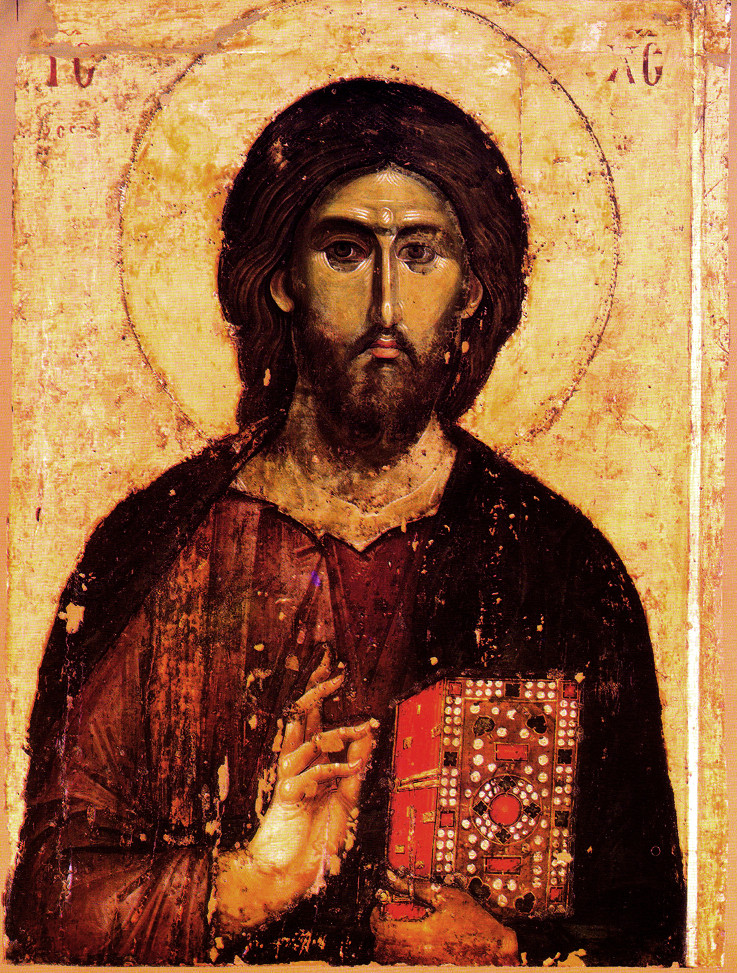
Pantokrator, bysantinsk väggmålning 1200-talet.

Mycket av den europeiska konst som överlevt från tiden efter det romerska rikets fall är kristen. En stor anledning till detta är att kontinuiteten i kyrkans ägande har bevarat kyrkokonsten bättre än andra verk. Då Västromerska rikets politiska struktur mer eller mindre kollapsade efter Romarrikets fall så ledde dess religiösa hierarki, vilket idag är den nutida romersk-katolska kyrkan, finansieringen och stödet att producera sakral konst. Den östortodoxa kyrkan i Konstantinopel, som åtnjöt större stabilitet inom det östra riket var nyckeln till finansieringen av konst där. När ett stabilt västeuropeiskt samhället började uppstå under medeltiden, ledde den romersk-katolska kyrkan vägen inom konst och använde stora resurser för att beställa målningar och skulpturer.
I det Bysantinska riket utvecklades en mer abstrakt dekorativ stil som ersatte den tidigare naturalistiska stilen. Realistiskt perspektiv, proportioner, ljus och färg ignorerades till förmån för geometriska förenkling av former, omvänt perspektiv och standardiserade regler för att skildra personer och händelser. Detta kan tolkas som en konstnärlig tillbakagång, men även som en utveckling av den kristna konsten där dess främsta syfte nu snarare var att förmedla den religiös innebörden och symboliken än att exakt återge föremål och människor.
Kontroversen angående användande av avbilder och tolkningen av det andra budordet ledde till att Kejsaren Leo III år 730 befallde att alla religiösa bilder skulle avlägsnas från kyrkorna. Detta startade en våg av ikonoklasm (ikonoklasm betyder bildkrossande) som gjort att mycket av den tidiga bysantinska kristna konsten gått förlorad.
Konstantinopels fall år 1453 satte punkt för den bysantinsk konstens storhetsperiod. Den östortodoxa konsten har i övrigt fortsatt ända fram till våra dagar med relativt små förändringar i motivval och stil där Ryssland gradvis har blivit det ledande centrumet för den produktionen.

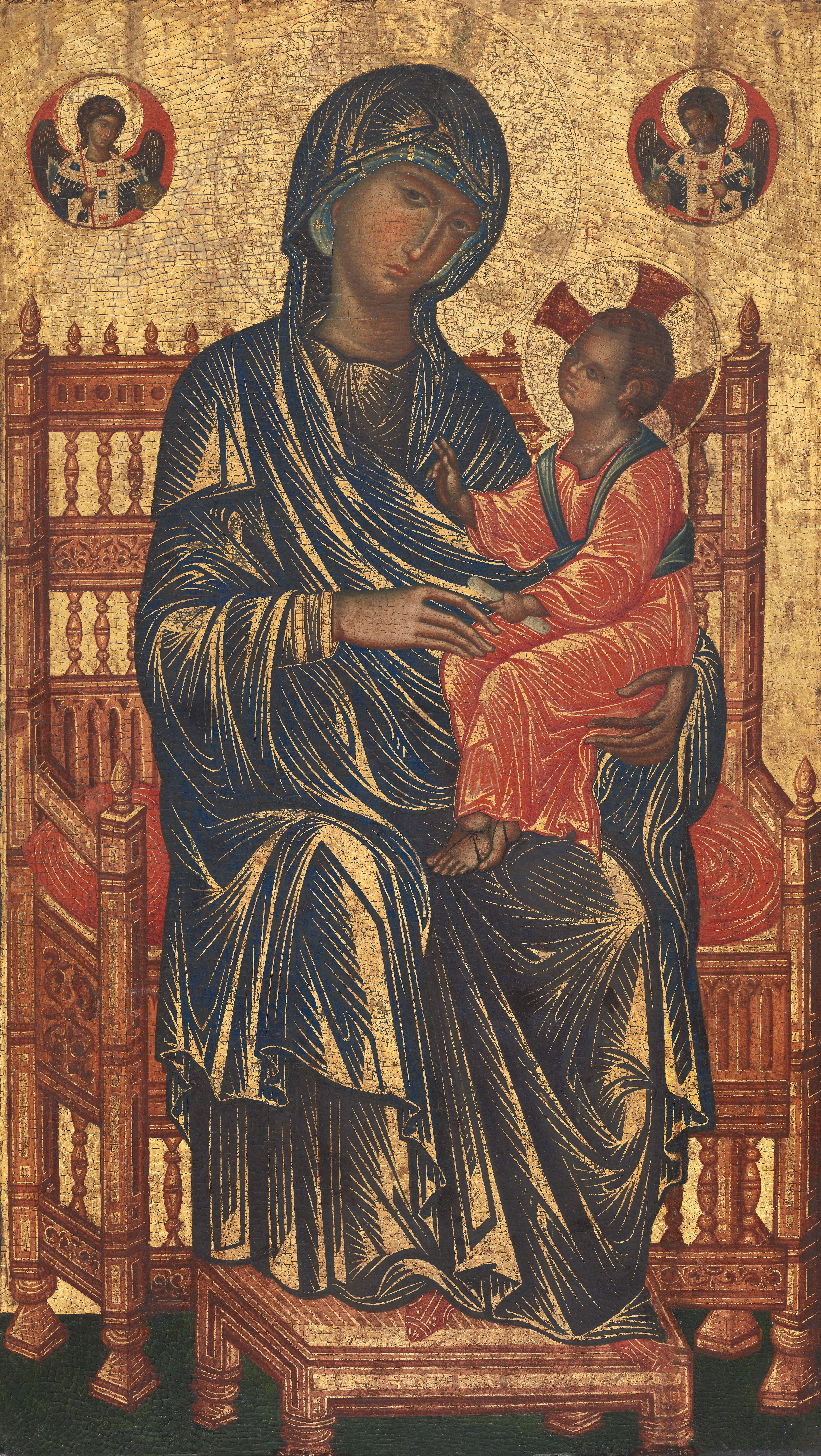
Madonna med barn, bysantinskt verk från 1200-talet.
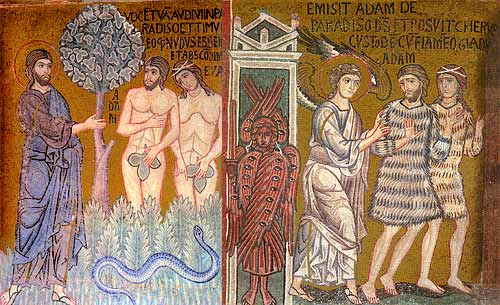
Edens lustgård, bysantinsk mosaik från Cappella Palatina på Palermo, Italien från 1100-talet.

### Renässansen

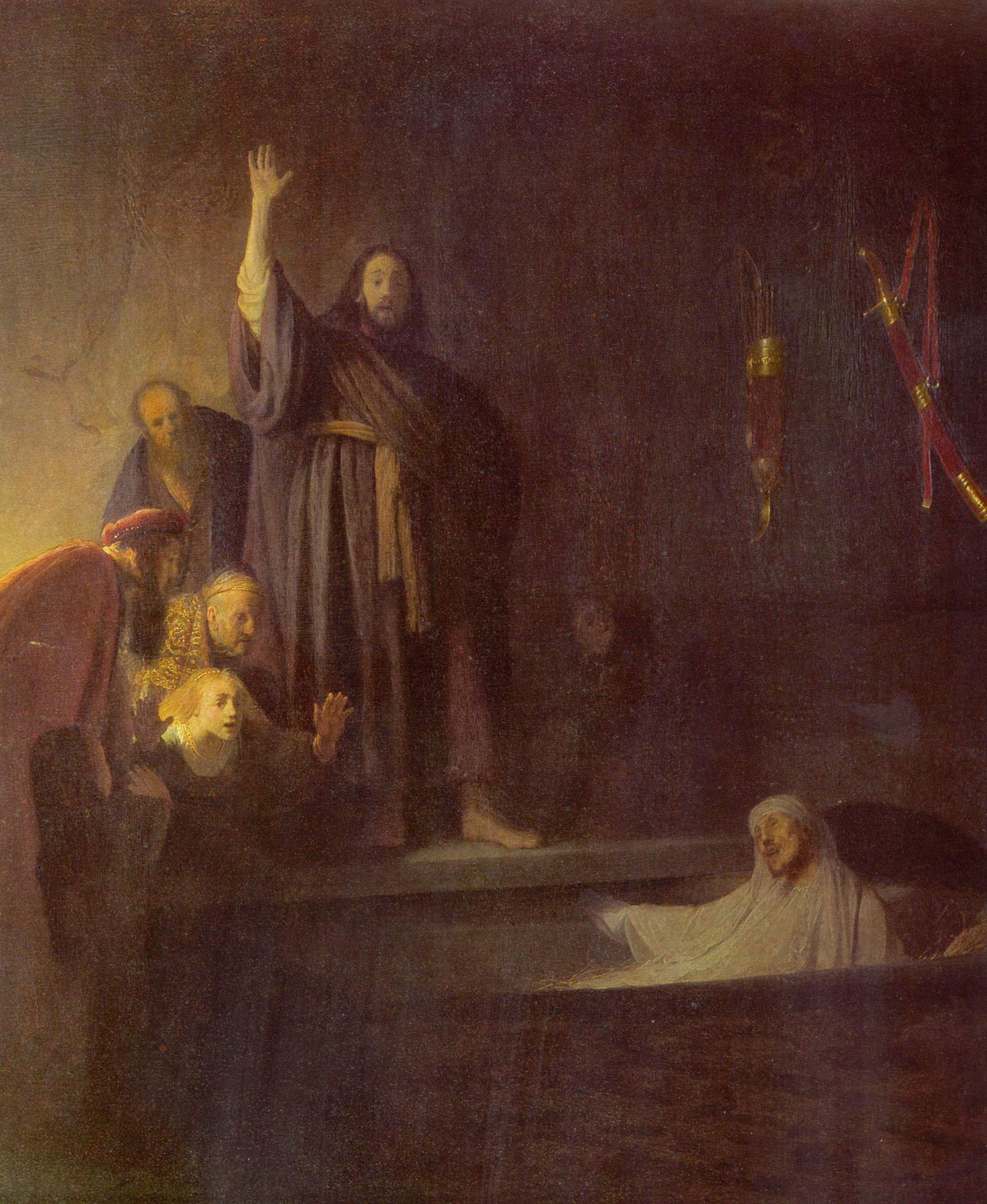
Lasarus uppväckande, (1630-1631) av Rembrandt.

Med renässansen (1300-talet till 1500-talet) återgick konsten till de tidigare klassiska idealen. Oljemåleriet slog igenom och konstnärerna började systematiskt studera och sätta upp regler för perspektiv och anatomi.
I de katolska länderna fortsatte produktionen av den kristna konsten och ökade ännu mera under motreformationen, men den ställdes under mycket striktare kontroll av kyrkans hierarki än det hade varit fallet tidigare. De flesta av de allra mest välkända kristna konstverken kom till under denna period: Nattvarden (1495-1498) av da Vinci, Adams skapelse (1511) och monumentalstatyn David av Michelangelo, Sixtinska madonnan (1513-1514) av Rafael. Verk av dessa tre konstnärer representerade konstens höjdpunkter och blev mycket imiterade av andra konstnärer.
Reformationen hade även en stor negativ effekt. I de protestantiska länderna uppstod kritik av användandet av avbilder. Produktionen av den offentliga kristna konsten dalade snabbt till ett praktiskt taget stopp och mängder av konstverk förstördes av bildstormare i bland annat tyska, nederländska och engelska kyrkor. Lutherdomen var mera tolerant, varför bilderna behölls i de nordiska kyrkorna. Konstnärerna övergick från kristna till världsliga motiv såsom porträtt, landskapsmålningar och ironiskt nog motiv hämtade från den klassiska mytologin. Detta var mer acceptabla ämnen än helgon. 

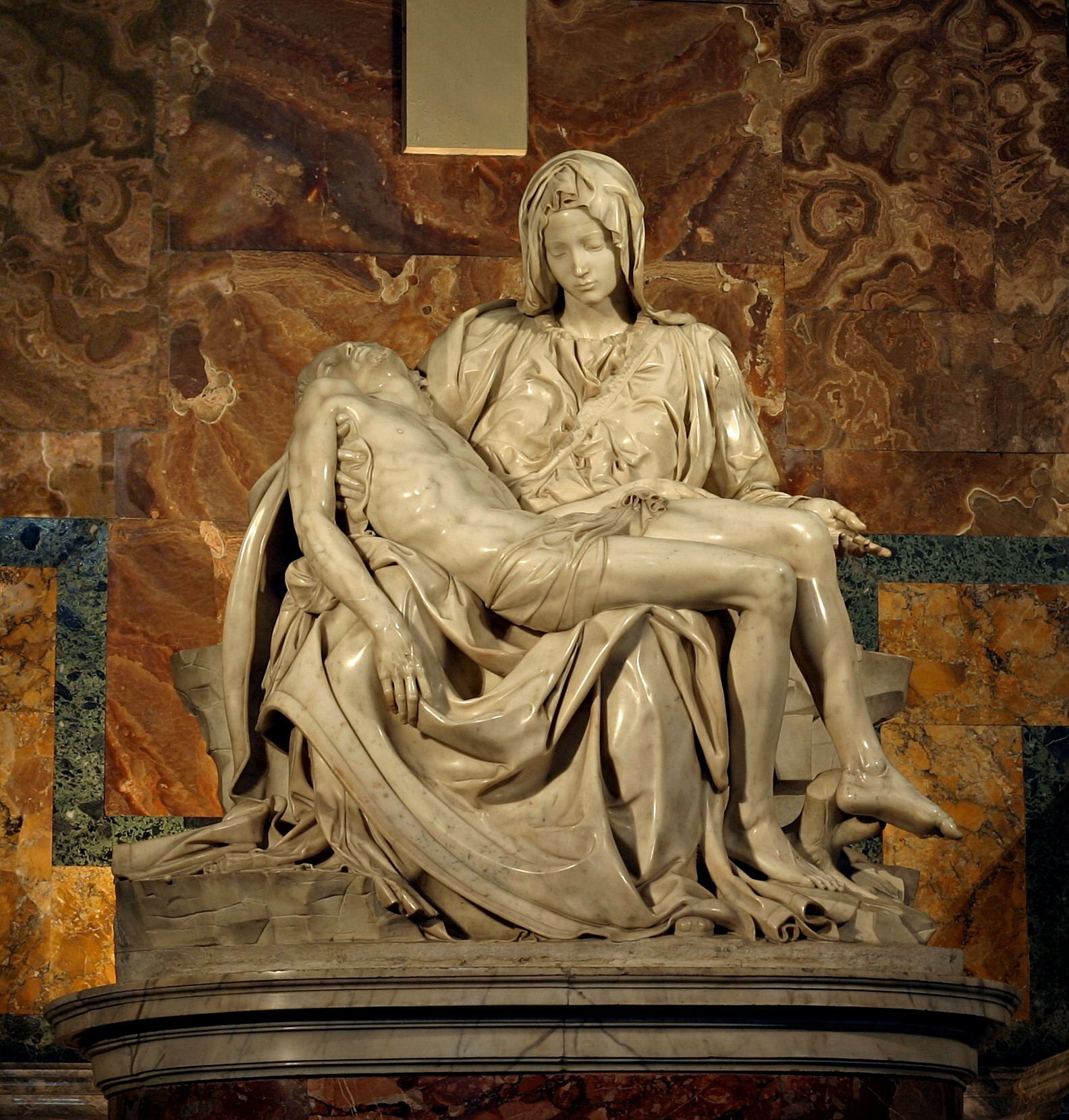
Pietà, (1499) skulptur av Michelangelo, Peterskyrkan i Vatikanen.
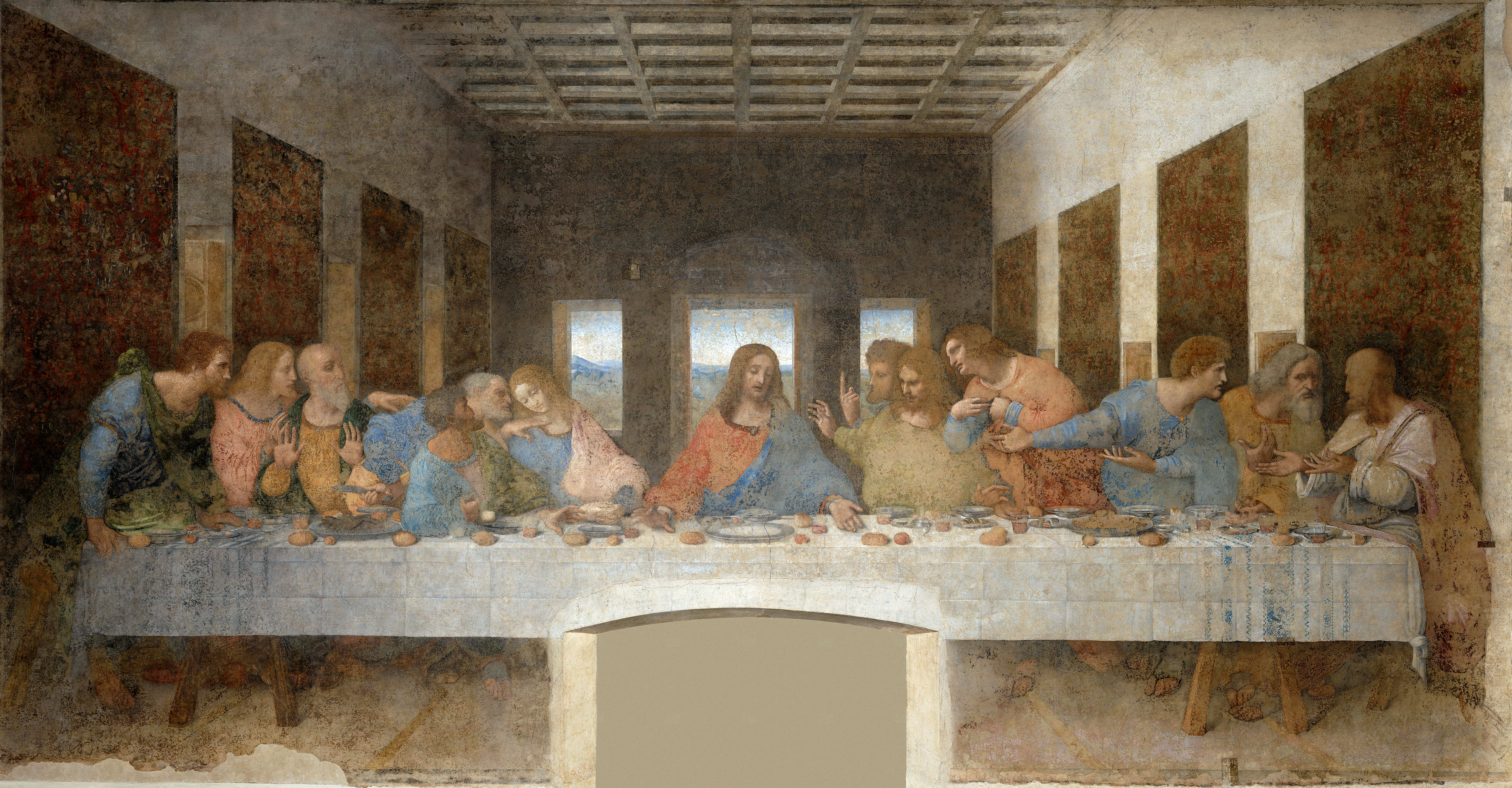
Nattvarden, (1498) av Leonardo Da Vinci.
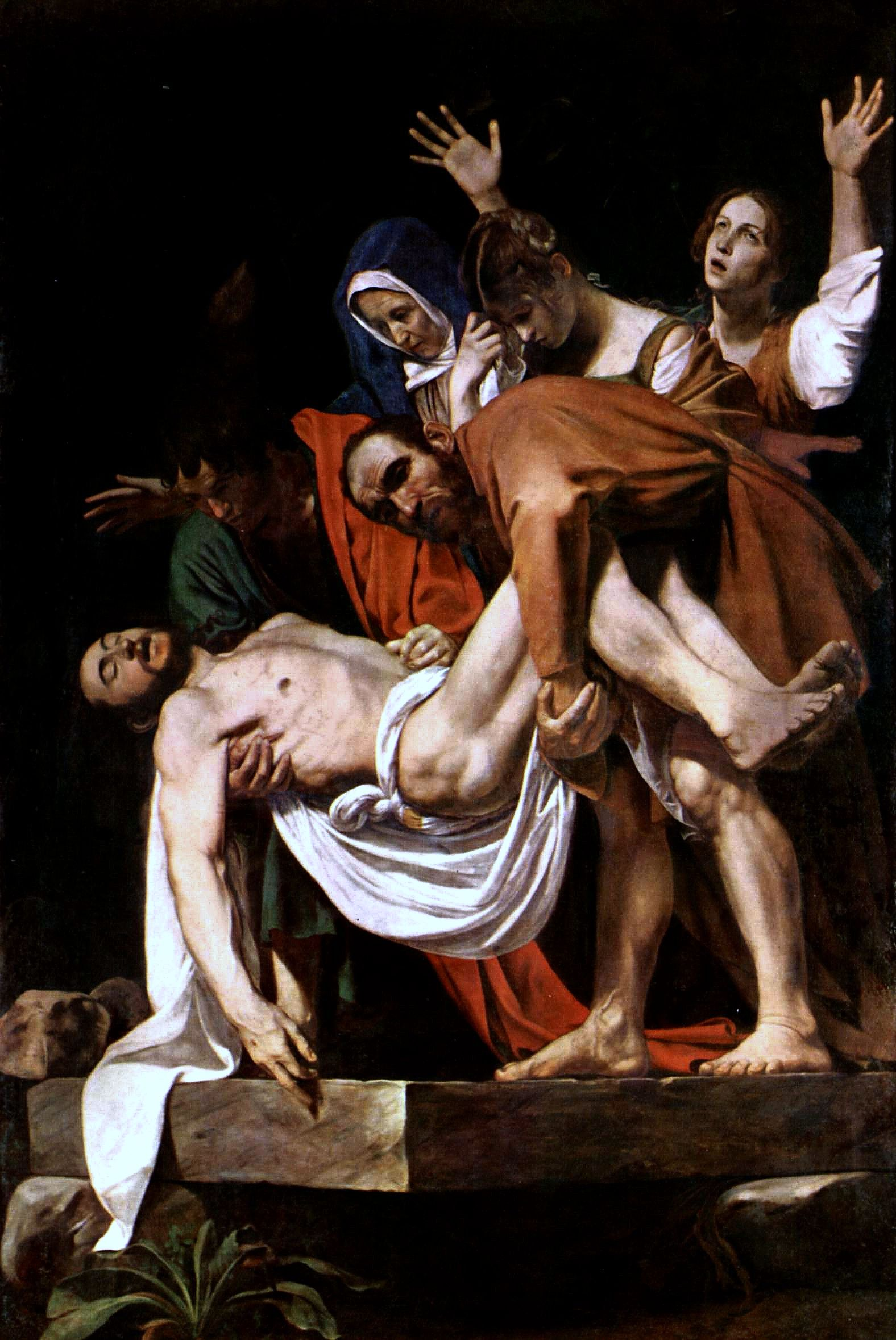
Nedtagandet från korset, (1604) Caravaggio.

### 1800-talets konst

#### Impressionism

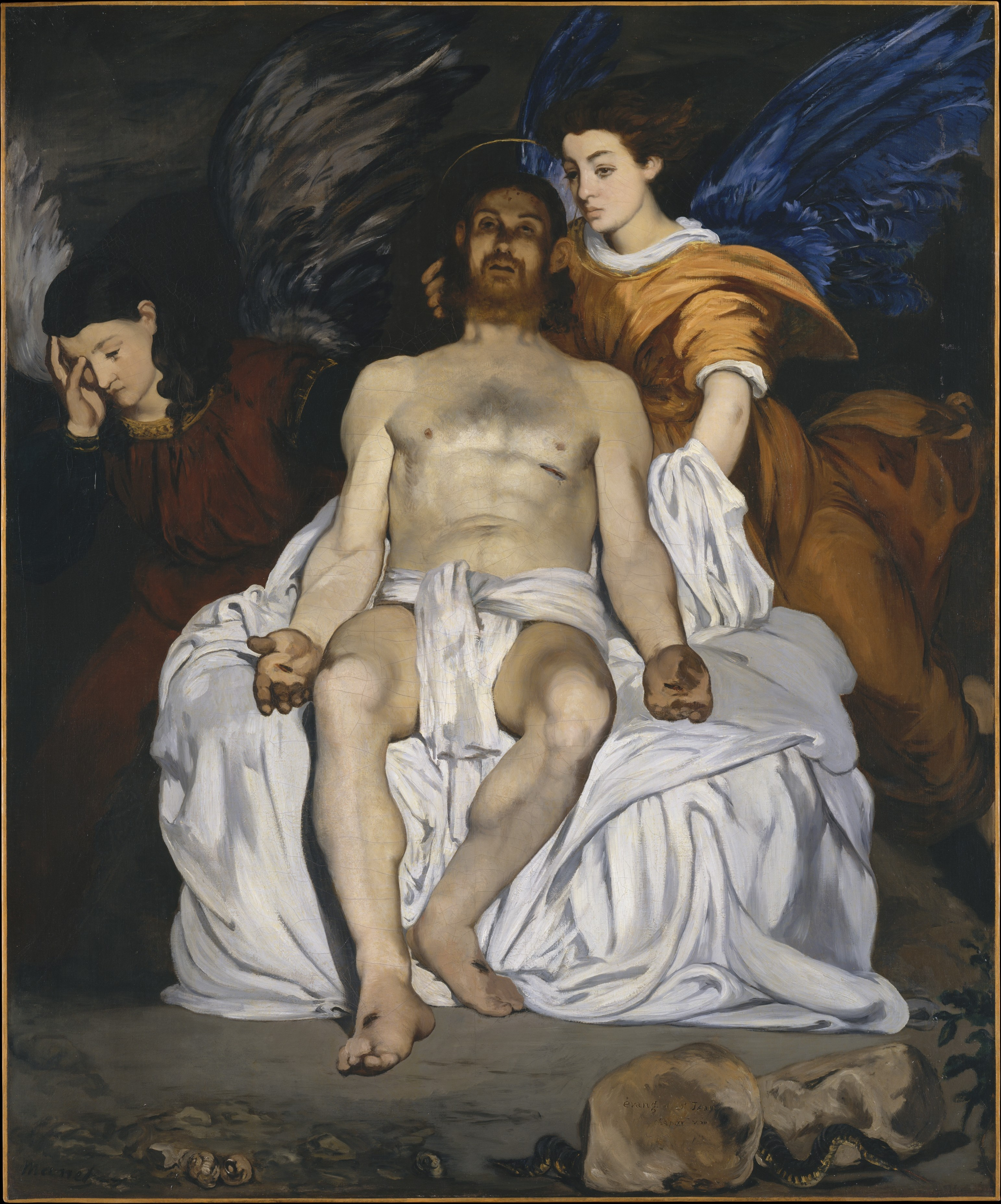
Kristus och änglarna, (1864) av Édouard Manet.

Från 1700-talet sjönk antalet religiösa verk av de ledande konstnärer kraftigt. Visserligen gavs fortfarande större beställningar och några konstnärer fortsatte även att producera religiös konst på eget initiativ. Ibland har icke kristna konstnärer behandlat kristna teman, till exempel Henri Matisse och Édouard Manet.

#### Expressionism

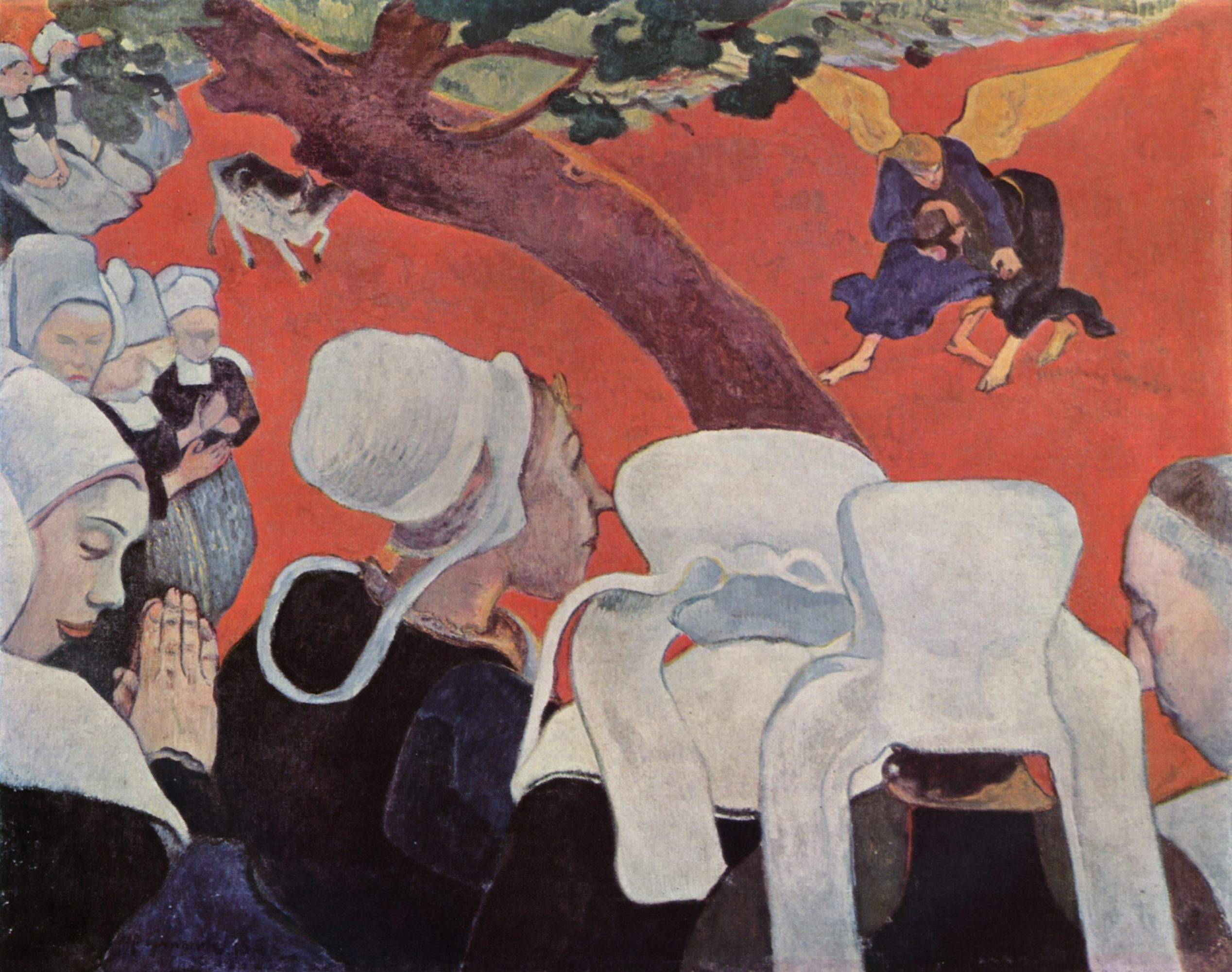
Synen efter gudstjänsten (Jakob brottas med ängeln), (1888) Paul Gauguin.

Paul Gauguin är en av dem som gärna målade bilder med religiösa teman.

### Modern tid
Men många moderna konstnärer som Eric Gill,  Jacob Epstein, Elizabeth Frink och Graham Sutherland har producerat välkända konstverk till kyrkor.

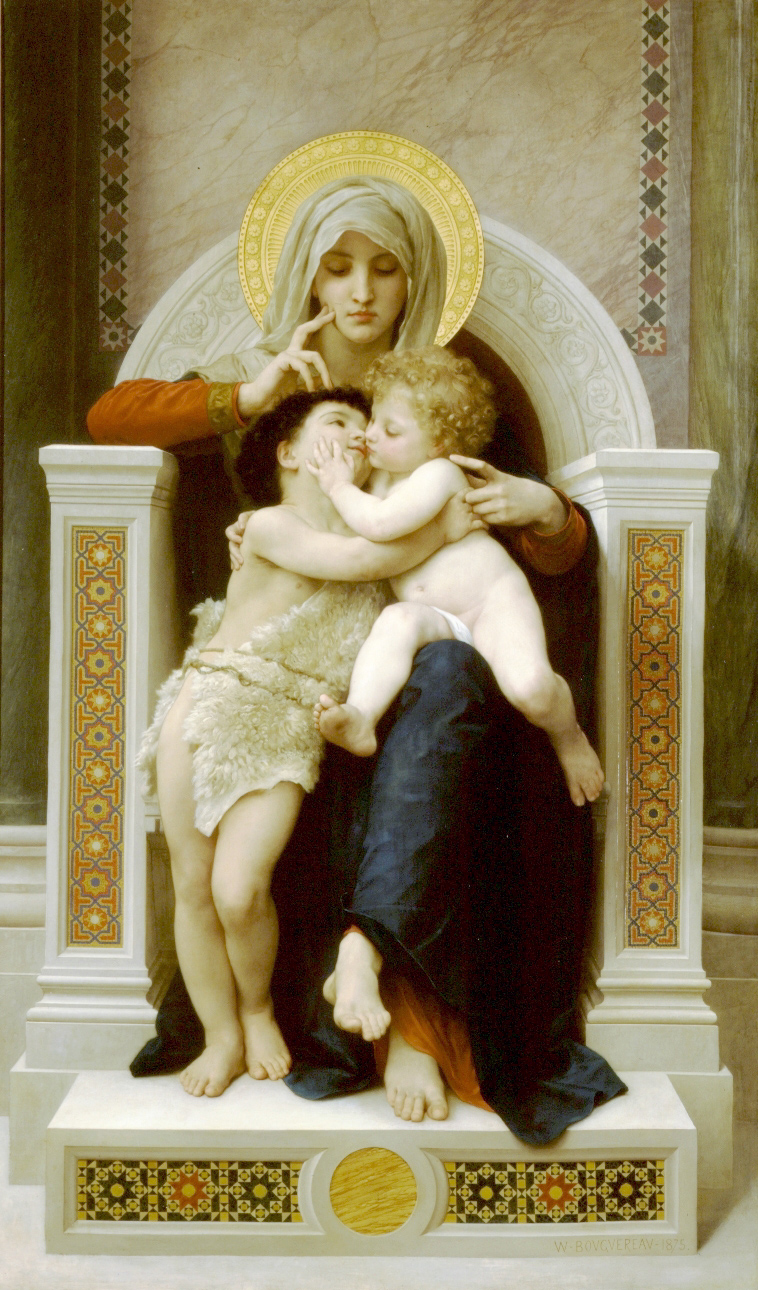
Jungfrun, Jesus & Johannes Döparen, (1875) av William Bouguereau.
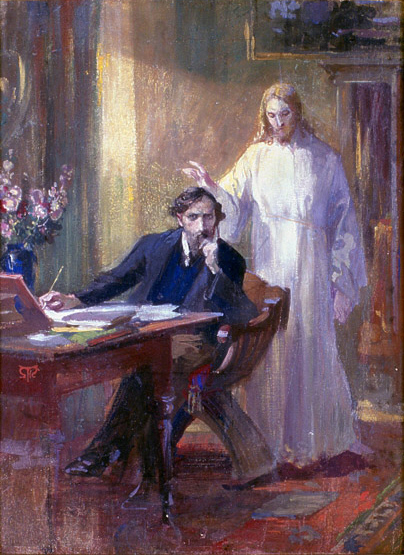
Självporträtt med Kristi framträdande, (1900) av Martin von Feuerstein.

### Populärkonsten
Med tryckkonstens uppkomst kunde kristna motiv spridas mer än någonsin tidigare och försäljningen av reproduktioner efter religiös verk blev en viktig del av den kristna kulturen. När färglitografin kom ledde det till en stor spridning av andaktsbilder. Under 1800-talet blev oljetryck efter bibliska motiv av genrekonstnärer såsom Mihály Munkácsy populära.  I modern tid finns det företag som specialiserat sig på nutida kommersiella kristna konstnärer som Thomas Blackshear och Thomas Kinkade.

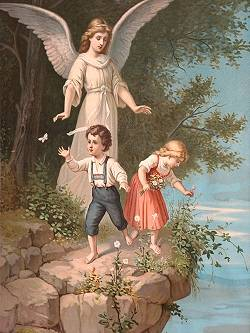
Skyddsängel, av Fridolin Leiber (1853–1912).
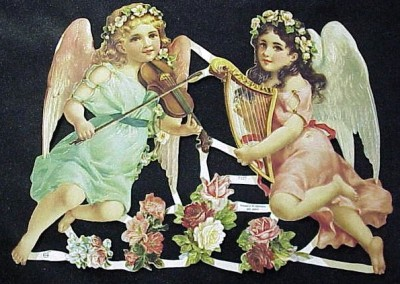
Äldre bokmärken, tryckta i Tyskland.

## Symbolik
De kristna konstverk skildrar vanligtvis en viss person eller religiös händelse. Men varje verk använder oftast en symbolik hemmahörande i den religiösa grupp där den skapades. Det finns inga helt universella kristna symboler utan de varierar med tidsepoker och kristna grupperingar. Inte ens det kristna korset ser likadant ut i hela det kristna samfundet. Symboliken har dock alltid varit stark inom den kristna konsten och många av symbolerna och reglerna fick man inte bryta mot. Jungfru Maria skulle till exempel alltid vara klädd i blått.

## Teman
Teman som ofta ses i den kristna konsten är:
| - Bebådelsen - Tillbedjan av de tre vise männen - Tillbedjan av herdarna - Kristi himmelsfärd - Änglar - Gripandet av Jesus - Jesu dop - Majestas Domini - Korsfästelsen - Nedtagandet från korset - Den heliga familjen - Den sista måltiden - Yttersta domen - Jungfru Maria - Jungfru Maria och Jesubarnet - Maestà | - Jesus födelse - Noli me tangere - Pietà - Korset reses - Jesu uppståndelse - Rättegången mot Jesus - Jesse stamträd - Anna själv tredje - Deësis - Gudsmodern - Mariabilder - Kalvarieberg - Majestas Domini |